# 九女泉

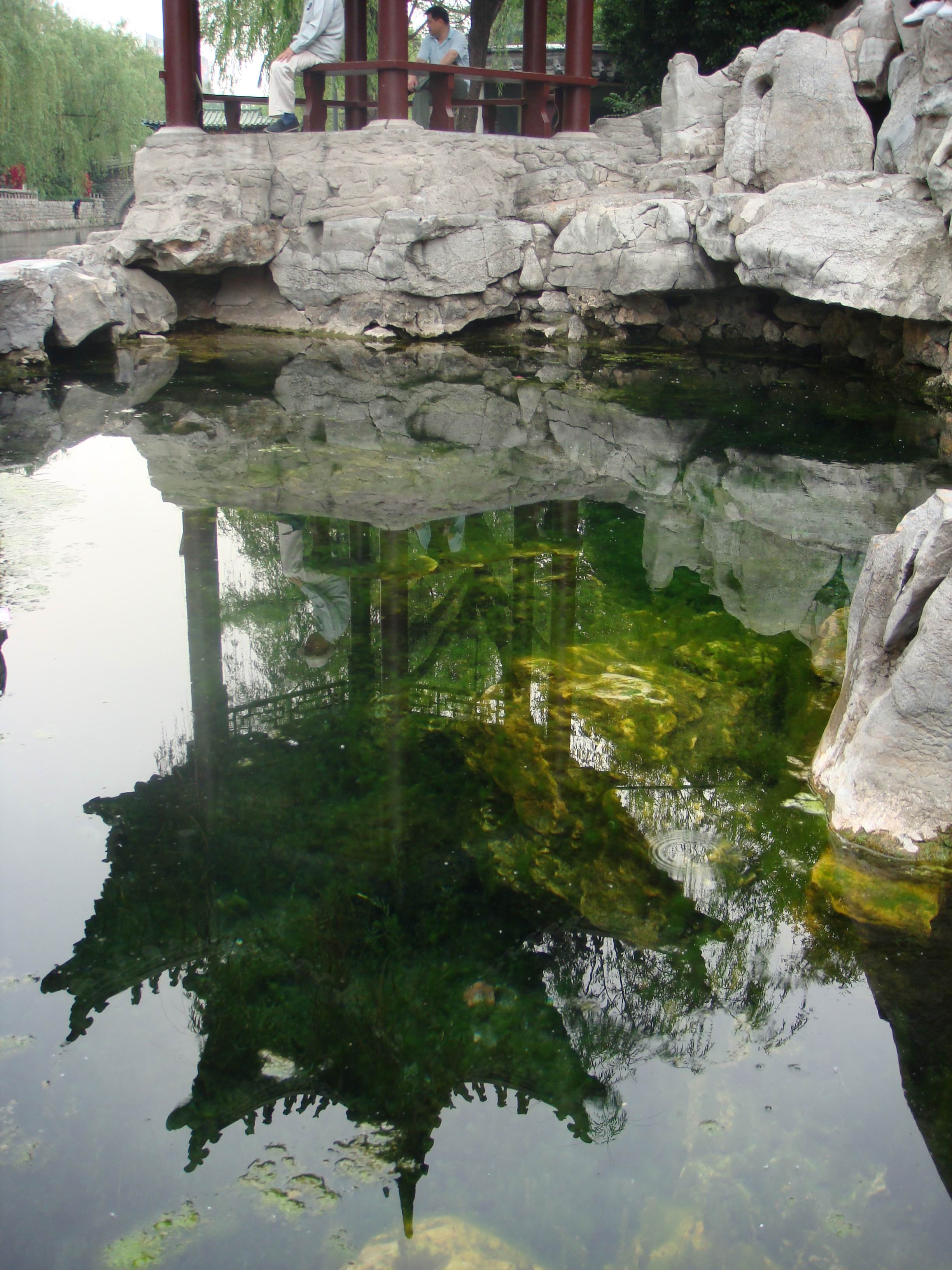
九女泉泉池

九女泉位于中国山东省济南市历下区环城公园内，原济南护城河北岸，东邻白石泉，北依解放阁。泉名得自于其水清澈干洌，清风明月之夜，引得九位仙女来此浣纱沐浴，亦传此处昔日城楼上原有魁星阁，因其所奉魁星传为九天玄女变化而来，又称“九女楼”，泉因楼而得名。该泉曾载于1928年的《历城县乡土调查录》（“在南关黑虎泉，北依城壕，现在安宅新建房内”）。2004年4月评选新七十二名泉时增入，隶属黑虎泉泉群。
其泉池为1965年重修，采用不规则的自然石驳岸，略呈椭圆形，长8米、宽5米、深2米，半入河中，并高出于河面约半尺，自岩孔中涌出的泉水形成涟漪荡漾的水湾，溢出池岸石缝后汇入护城河。